# Otto Donner

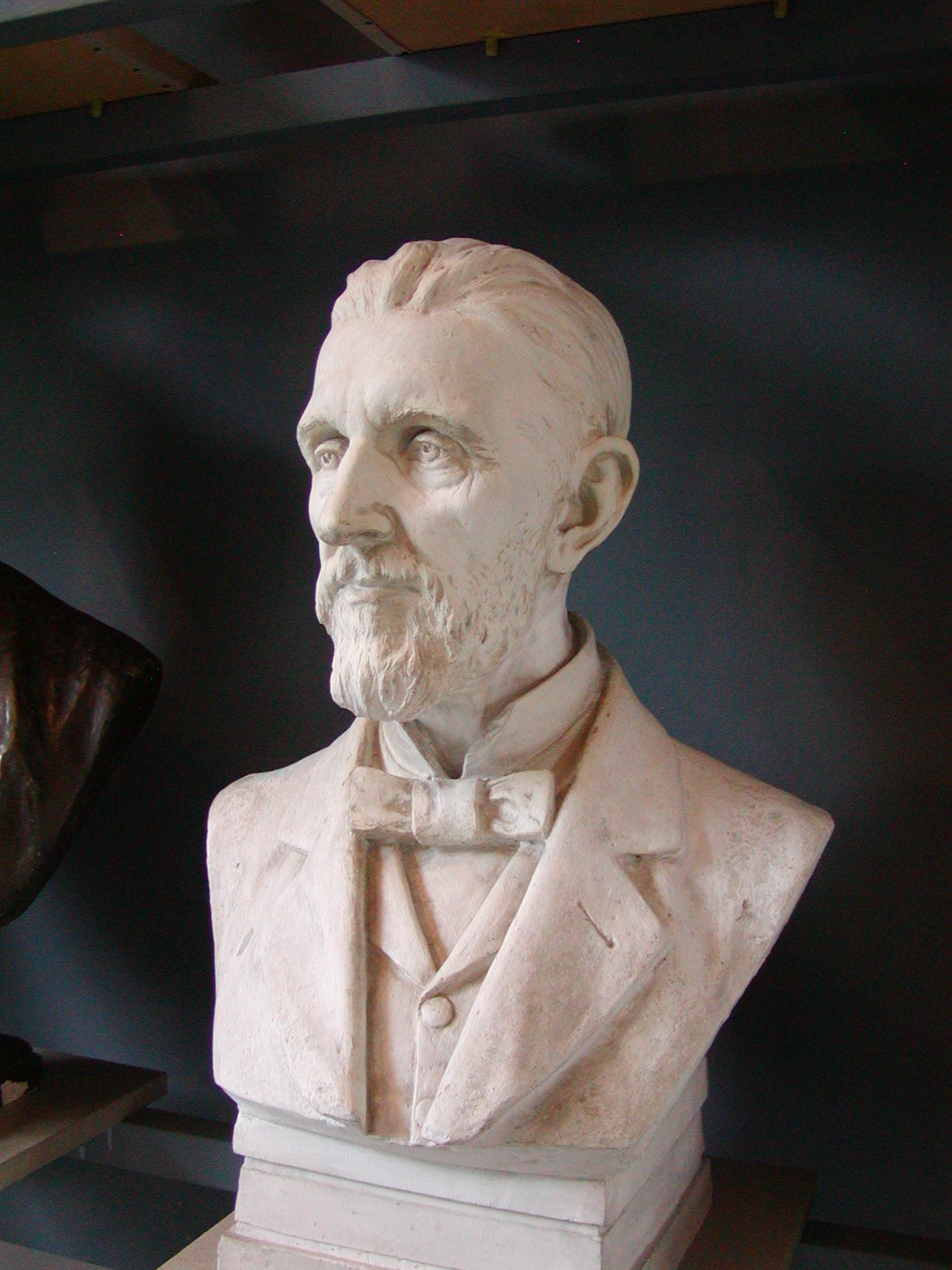
Byst av Otto Donner, utförd av Walter Runeberg.

Otto Donner, född 15 december 1835 i Gamlakarleby, död 17 september 1909 i Helsingfors, var en finländsk filolog och politiker. Han var son till Anders Donner, far till Ossian Donner och Kai Donner samt farfar till den brittiske parlamentsledamoten Sir Patrick Donner, Kai Otto Donner, Joakim Donner liksom till Jörn Donner.
Donner blev filosofie doktor 1864 och var från 1875 extra ordinarie professor i sanskrit och jämförande språkforskning vid Helsingfors universitet.  Till en början rörde hans forskning främst Indologin, men redan i sin doktorsavhandling, Indernas föreställningar om verldsskapelsen, jemförda med finnarnes kom han att rikta intresset mot den finska forntiden.  Under inflytande av det finsknationella väckelsearbetet leddes hans forskning alltmer in på det finsk-ugriska språkområdet, där han 1865 framträdde med avhandlingen Das Personalpronomen in den altaischen Sprachen. I. Die finnischen Sprachen. Bland hans övriga arbeten på detta område kan nämnas Die gegenseitige Verwandtschaft der finnisch-ugrischen Sprachen (1880), där han mot Josef Budenz hävdade samiskans nära släktskap med de östersjöfinska språken. I skriften Om finnarnes forna boningsplatser i östra Ryssland (1875) tillämpade han den så kallade "lingvistiska paleontologin"s metoder. Hans Vergleichendes Wörterbuch der finnisch-ugrischen Sprachen (3 band, 1874-88) var huvudsakligen ett förfelat arbete. Donner uttalade 1878 den senare allmänt antagna åsikten, att den finsk-ugriska stadieväxlingen går tillbaka på det uraliska urspråket. 
Även inom den finska mytologins och folkdiktsforskningens område har Donners verksamhet varit av betydelse. Hans Lieder der Lappen (1876) innehåller främst uppteckningar efter Anders Fjellner. Till hans mest betydande insatser i Finlands vetenskapliga liv hör grundandet av Finsk-ugriska sällskapet 1883, där han var mångårig ordförande. Donners intresse för de altaiska språken kan märkas i flera av honom understödda eller på hans förslag startade vetenskapliga expeditioner till Centralasien. Han tog också kraftigt del i offentliggörandet av dessas resultat Inscriptions de l'Iénisseï (1892), Wörterverzeichnis zu den Inscriptions de l'Iénisseï (1892)
Otto Donner var även politiskt intresserad, och var redaktör vid Helsingfors Tidningar, från 1861 till 1866. Han tillhörde sedermera prästeståndet vid alla ståndslantdagar från 1877 till 1905. Efter storstrejken 1905 var han ledamot av Leo Mechelins senat som ecklesiastikchef (motsvarande utbildningsminister idag) fram till 1908. Han gjorde sig därvid också känd som frispråkig motståndare till ryska ansatser att tvångsrekrytera finnar till ryska armén och för det blev han även bötfälld.
Han är begravd på Sandudds begravningsplats i Helsingfors.

## Utmärkelser
- Sankt Annas orden, tredje klass,  1885[2]
- Sankt Stanislausorden, andra klassen,  1892[2]
- Kommendör av Meschidie-orden,  1902[2]

[Redigera Wikidata]